# 알파 베타 감마 이론
알파 베타 감마 이론 (αβγ 논문, 앨퍼-베테-가모프 논문)은 우주의 생성을 물리적으로 설명하는 물리 우주론에서 조지 가모프 교수의 물리학 박사 과정 학생인 랠프 앨퍼와 그의 지도교수 조지 가모프 및 한스 베테에 의해 제안 된 것으로 우주에 존재하는 원소의 기원에 대하여 설명하는 이론이다. 이 논문의 저자의 이름이 그리스 알파벳인 알파 베타 감마의 순으로 되어 있어, 알파 베타 감마 이론으로 불린다.
알파 베타 감마 이론은 랠프 앨퍼의 박사 학위 논문 주제인데, 이 이론에서는 빅뱅에 의하여 수소, 헬륨과 이보다 더 무거운 원소가 정확한 비율로 생성되어 초기 우주에서 널리 존재하게 되었다고 설명하고 있다. 이 이론은 〈화학 원소의 기원〉이라는 공식적인 제목이 붙어서 1948년 4월 《피지컬 리뷰》에 게재되었다.
원래의 알파 베타 감마 이론에서는 무거운 원소의 형성에 중요한 여러 과정을 무시했지만, 이후 이론의 발전에 의하여 빅뱅 핵합성이 모든 원시 원소에 대해 관찰된 제한 조건과 일치한다는 것이 확인되었다.

## '베테'의 이름
앨퍼의 지도교수인 가모프는 저자의 이름으로 원래 앨퍼와 자신의 이름 가모프가 들어 있었지만, 저자 이름으로 자신의 친구로 저명한 물리학자인 한스 베테의 이름을 추가하여서 논문 저자명이 그리스 문자 α, β 및 γ (알파, 베타, 감마)에 재미있게 대응하는 Alpher, Bethe, Gamow라는 기발한 이름이 되도록 하였다. 출판된 논문에서 한스 베테의 이름은 "H. Bethe, Cornell University, Ithaca, New York "으로 기재되어 있다.
가모프는 이 논문의 이론과 한스 베테의 관련에 대하여 1952년 그의 저서 《우주의 창조》에서 다음과 같이 기술하고 있다.
이러한 계산 결과는 1948년 4월 1일 "피지컬 리뷰"에 보낸 레터에서 처음 발표되었는데, 이 논문은 Alpher, Bethe 및 Gamow가 서명하여 종종 '알파벳순 논문'이라고 불리고 있다. 이 논문에 Alpher와 Gamow만 서명하는 것이 그리스 알파벳에 공정하지 않아 보여서, 한스 A. 베테 박사('부재 중')의 이름을 인쇄용 원고를 준비하는 데 삽입하도록 하였다.
출판 원고의 사본을 받은 베테 박사는 이에 반대하지 않았으며 실제로 후속 논의에 상당한 도움도 되었다.
그런데 나중에 일시적으로 '알파 베타 감마 이론'이 무너졌을 때 베테 박사가 그의 이름을 Zacharias로 바꾸는 것을 진지하게 고려한다는 소문을 들었다.
관찰된 존재비와 계산된 곡선이 거의 일치한다는 점을 그림 15를 통해서 알 수 있는데, 계산된 곡선은 후에 랠프 앨퍼와 로버트 허먼(자신의 이름을 Delter로 변경하는 것을 고집스럽게 거부한 이다)이 국립 표준국에서 전자식 계산기를 이용하여 수행한 결과이다.

그 후 베테는 대폭발에 의한 핵합성에 관한 연구를 수행했다. 당시 가모프가 지도하던 대학원 박사과정 학생이었던 앨퍼는 자신의 논문에 베테의 이름이 포함된 점에 대해 대체로 당황했는데, 논문의 저자에 다른 저명한 물리학자의 이름이 포함되어 있으면 이 업적에 대한 자신의 개인적 기여가 퇴색하여져서 자신의 중요한 발견에 대한 적절한 보상을 받지 못하게 될 것이라고 생각했기 때문이었다. 앨퍼는 1999년까지도 가모프의 엉뚱함에 억울함을 나타내었다.

## 주요 단점
이 이론에서는 원래 모든 원자핵이 한 번에 한 질량 단위씩 연속적으로 포획되는 중성자에 의해 생성된다고 제안했다. 하지만 그 후의 연구에 의하여 연속 포획 이론의 보편성이 도전을 받았는데, 이는 원자량이 5 또는 8이면서 안정한 동위원소를 가지는원소가 발견되지 않았기 때문이다. 물리학자들은 곧 이러한 질량 격차에 의하여 헬륨 이외의 원소 생산이 방해된다는 사실을 깨닫게 되었다. 계단 중에서 하나를 놓치면 모든 계단을 한 번에 한 계단씩 오르는 것이 불가능한 것처럼, 이 발견은 연속 포획 이론에 의해서는 더 무거운 원소를 설명할 수 없다는 것을 의미했다.
결국 현재 우주에서 관측되는 대부분의 무거운 원소는 별들에서의 항성 핵합성의 결과라는 것이 인식되었다. 이 이론은 아서 스탠리 에딩턴이 최초로 제안하고 한스 베테가 신빙성을 부여했으며 프레드 호일등과 같은 많은 과학자들에 의하여 정량적으로 발전되었다. 그럼에도 앨퍼-베테-가모프 이론에서는 수소 동위원소와 헬륨 동위원소 사이의 상대적 존재비를 정확하게 설명하고 있는데, 수소와 헬륨을 합하면 우주에 존재하는 바리온 질량의 99% 이상을 차지한다.
현재는 핵합성이 2단계, 즉 앨퍼-베테-가모프 이론에 따른 수소와 헬륨의 형성 과정 및 그후 베테와 호일의 이론에 따른 무거운 원소의 항성 핵합성이라는 2개의 단계로 이루어진 것으로 널리 생각되고 있다.

## 참고 문헌
- Alpher, R. A.; R. Herman (2001). 《Genesis of the Big Bang》 1판. Oxford University Press.
- Bethe, H. A. (1939). “Energy production in stars”. 《Physical Review》 55 (5): 434–456. Bibcode:1939PhRv...55..434B. doi:10.1103/PhysRev.55.434. PMID 17835673.
- Burbidge, E. M.; G. R. Burbidge; W. A. Fowler; F. Hoyle (1957). “Synthesis of the Elements in Stars”. 《Reviews of Modern Physics》 29 (2): 547. Bibcode:1957RvMP...29..547B. doi:10.1103/RevModPhys.29.547. This paper is known by the initials of the authors' surnames, B2FH.
- Cameron, A. G. W. (1957). “Stellar Evolution, Nuclear Astrophysics and Nucleogenesis”. 《Chalk River Report CRL-41》.
- Clayton, D. D. (2003). 《Handbook of Isotopes in the Cosmos: Hydrogen to Gallium》. Cambridge University Press.
- Gamow, G. (2004) [1952]. 《The Creation of The Universe》. Reprint: Dover Publications, Original: Viking Press. As quoted in Quark Soup.
- Livio, M. (2014). 《Brilliant Blunders: From Darwin to Einstein – Colossal Mistakes by Great Scientists That Changed Our Understanding of Life and the Universe》 1판. Simon & Schuster.

## 같이 보기
- 핵합성